# Kamp Wesuwe
Kamp Wesuwe (Duits: Lager VIII Wesuwe) was het achtste van de vijftien Emslandlager. Lager VIII was gelegen nabij het dorp Wesuwe, ongeveer dertig kilometer ten oosten van Emmen.

## Geschiedenis
Kamp Wesuwe werd in het voorjaar van 1938 als een van de acht nieuwe strafkampen in het Emsland opgericht. Het kamp moest een bezetting van 1.000 personen aankunnen. In augustus 1938 moesten op bevel van Hitler 12.000 gevangenen en een groot aantal barakken uit de Emslandlager worden overgeplaatst naar de Westwall. Ook Kamp Wesuwe, nog zonder gevangenen, werd hierin betrokken, maar na de conferentie van München, waarin de Duitsers zich het Sudetenland toe-eigenden, konden alle gevangenen en barakken weer terugkeren naar hun oude bestemming. Tot september 1939 bleef het kamp leeg staan. Al snel na het uitbreken van de oorlog werd het echter omgevormd tot een krijgsgevangenenkamp, voornamelijk voor Sovjet-gevangenen. Het Oberkommando der Wehrmacht (OKW) neemt dan de leiding over. Kamp Wesuwe wordt dan onderdeel van Stalag VI B Meppen-Versen. Als Emslandlager is het kamp bekend als Lager VIII Wesuwe. Het kamp komt niet voor in de officiële Duitse lijst van concentratiekampen. Gedurende het verloop van de oorlog nam ook het aantal nationaliteiten van de gevangenen toe. Zo werden er ook veel Franse, Belgische en Poolse krijgsgevangenen ondergebracht. In september 1941 zaten in Lager VIII Wesuwe 2.100 krijgsgevangen soldaten uit de Sovjet-Unie opgesloten, waaronder vele officieren. Toen in mei 1942 Stalag VI B Meppen-Versen opging in Stalag VI C Bathorn, maakte Kamp Wesuwe daar deel van uit.

## De omstandigheden
De West-Europese krijgsgevangen werden behandeld volgens de afgesproken conventies, terwijl de Sovjet-krijgsgevangenen de slechtst denkbare behandeling kregen. Volgens de nazi's waren deze onopgevoed, ontbrak het hen aan traditie, opleiding en inzet. Zij moesten harde, zware arbeid in de turf en op de woeste gronden verrichten. Het ontbrak aan goede huisvesting. Er was te weinig voedsel en kleding. Kleding van overledenen werd verbrand, zodat er geen "overbodige" kleding in roulatie kon komen. De commandant stuurde zijn hond op mindervaliden die te laat op appel kwamen af. Bij eventuele vluchtpogingen werd geen waarschuwingsschot gelost; één kogel aan een vluchtende Sovjet-krijgsgevangene moeten besteden was al erg genoeg. Gezondheidszorg en hygiëne ontbraken en de slechte omstandigheden leidden tot vele doden. Alleen al in de laatste vier maanden van de oorlog vielen er in kamp Wesuwe 2500 doden ten gevolge van verhongering en ziekten.

## Na de oorlog

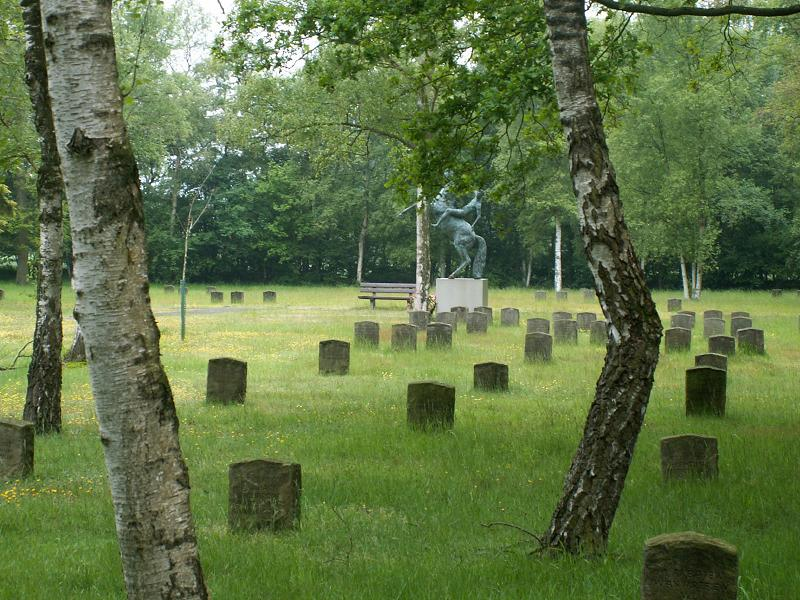
Begraafplaats voormalig kamp Wesuwe.

Op 12 april 1945 werd het kamp door Canadese troepen bevrijd. Van het kamp zelf is vrijwel niets meer over, maar de begraafplaats is nog altijd intact. Hier rusten 98 Sovjet-krijgsgevangenen in individuele graven en tussen de 2.000 en 4.000 slachtoffers uit de Sovjet-Unie in drie massagraven. Er werden geen aantallen bijgehouden van dode krijgsgevangenen afkomstig uit de Sovjet-Unie. Dat vond men ze niet waard. Mogelijk gaat het om tienduizenden. Er is een gedenksteen voor "Ünbekannte Ausländische Kriegstoten".

## Dodental
In de vijftien Emslandlager hebben naar schatting 100.000 tot 180.000 krijgsgevangenen en 80.000 politieke- en strafgevangenen moeten verblijven. Naar schatting zijn 38.000 van deze gevangenen in de Emslandlager vermoord. Voor het merendeel, 35.000, zijn dat Sovjet-krijgsgevangenen geweest. Deze liggen op negen begraafplaatsen en in massagraven begraven. Per kamp kan zowel qua inwonertal als ten aanzien van het dodental niets specifieks met zekerheid worden gezegd. Van de begraafplaatsen is voor een deel van de gevallen wel bekend hoeveel mensen er liggen en welke nationaliteit deze mensen hadden. Hoeveel van de 180.000 tot 260.000 kampbewoners de oorlog hebben overleefd is onbekend. Velen zijn later in andere kampen vermoord.

## Ontsnappingen
Soms moesten de gevangenen op enkele honderden meters van de Nederlandse grens werken. Regelmatig trachtten de gevangenen de Nederlandse grens over te vluchten. Bij die vluchtpogingen werd er gericht op de gevangenen geschoten. Toch zijn er enige tientallen ontsnappingen gelukt, maar Nederland stuurde de asielzoekers in de meeste gevallen terug. Vaak betekende dat alsnog de dood van de vluchteling. In enkele gevallen die publieke aandacht trokken, werden asielzoekers niet naar Duitsland teruggestuurd, maar naar andere landen uitgewezen.